# Aquilegia laramiensis
Aquilegia laramiensis és una espècie de planta de flors que pertany a la família de les ranunculàcies.

## Descripció
Aquesta herba perenne rizomatosa produeix tiges de fins a 25 centímetres de llarg. Les fulles estan compostes, dividides en folíols. Les flors assintents tenen sèpals de color blanc verdós o espígol de fins a 1,5 centímetres de longitud. Els pètals són de color crema[1] a lavanda[3] tenen fins a 1,2 centímetres de llarg i tenen esperons gruixuts i enganxats. El fruit és un fol·licle de fins a 1,4 centímetres de llarg.

## Distribució i hàbitat
És endèmica de Wyoming als Estats Units, on només creix a les Muntanyes Laramie.
Aquesta planta es limita a una serralada a Albany i als comtats de Converse a Wyoming. Molts exemplars es troben dins de Medicine Bow National Forest, i els altres estan en terrenys gestionats per l'Oficina d'Administració de Terres i en terra de propietat privada. El nombre d'exemplars són petits, la majoria dels quals contenen menys de 100 individus.
La planta creix en grans afloraments rocosos en bosses de terra i esquerdes rocoses. Els afloraments estan envoltats d'hàbitat de bosc i, de vegades d'artemisa i pastures. Creix en llocs ombrejats en tots els aspectes. Entre les espècies associades es troben Cystopteris fragilis, Heuchera parvifolia, Holodiscus dumosus, Physocarpus monogynus, Polemonium brandegeei, Potentilla fissa, Rubus idaeus, Senecio rapifolius, i Woodsia scopulina.
No hi ha grans amenaces per a l'espècie perquè passa en un hàbitat remot i accidentat.

## Taxonomia
Aquilegia laramiensis va ser descrita per Aven Nelson i publicat a Wyoming Agric. Exp. Sta. Bull. 28: 78–79. 1896.
Etimologia
aquilegia : nom genèric que deriva del llatí aquila = "l'àguila", en referència a la forma dels pètals de la qual es diu que és com l'urpa d'una àguila.
laramiensis: epítet